# Hiromi Ikeda
Hiromi Ikeda (nascida Hiromi Isozaki; 22 de dezembro de 1975) é uma ex-futebolista japonesa que atuava como zagueira. Ikeda jogou toda sua carreira para Tasaki Perule na L. League.

## Carreira
ikedao fez parte do elenco da Seleção Japonesa de Futebol Feminino, nas Olimpíadas de 2004 e 2008, nesta última como capitã.